# Youbou, British Columbia
Youbou är en ort i Kanada.   Den ligger i provinsen British Columbia, i den sydvästra delen av landet, 3 600 km väster om huvudstaden Ottawa. Youbou ligger 183 meter över havet och antalet invånare är 734. Den ligger vid sjön Cowichan Lake.
Terrängen runt Youbou är kuperad söderut, men norrut är den bergig. Youbou ligger nere i en dal. Trakten runt Youbou är nära nog obefolkad, med mindre än två invånare per kvadratkilometer.. Närmaste större samhälle är Lake Cowichan, 11,7 km öster om Youbou.
I omgivningarna runt Youbou växer i huvudsak barrskog.